# Чистилище Святого Патрика
Чисти́лище Свято́го Па́трика (англ. St Patrick’s Purgatory) — пещера на острове Стейшн посреди озера Лох-Дерг в графстве Донегол (Ирландия), по легенде представляющая собой вход в другой мир, которую святому Патрику показал Христос.
Это единственная ирландская достопримечательность, отмеченная на земном яблоке Мартина Бехайма.
В XIX веке встал вопрос о том, где должно находиться Чистилище — на острове Стейшн или на Святых островах.
Легенда, первые упоминания которой появляются в X—XI веке, была переложена на латынь Марией Французской в XII веке, и Педро Кальдерон писал свою пьесу, основываясь на её произведении.
Вход в пещеру был закрыт 25 октября 1632 года, рядом была построена часовня, чтобы паломники посещали эти места, чтобы провести здесь всенощную, а не для испытания мук чистилища, как в Средние века.